# رانا (ایماسگو)

رانا شهری در شهرستان ایماسگو در استان بولکیمده در بورکینافاسوی غربی مرکزی است جمعیت آن ۲۸۵۴ نفر است.